# Політика Чорногорії
Політика Чорногорії (чорн. Політика Црне Горе, Тр. Politika Crne Gore) відбувається в рамках парламентської багатопартійної представницької демократії в республіці, де прем'єр-міністр Чорногорії є главою уряду. Виконавча влада здійснюється урядом. Законодавча влада покладається як на уряд, так і на Парламент Чорногорії. Судова влада є незалежною від виконавчої та законодавчої влади. Economist Intelligence Unit оцінив Чорногорію як «гібридний режим» у 2016 році.

## Конституція
Поточна Конституція Чорногорії була ратифікована і прийнята установчим парламентом Чорногорії 19 жовтня 2007 року. Конституція була офіційно проголошена як Конституція Чорногорії 22 жовтня 2007 року. Ця Конституція замінила Конституцію 1992 року.
Нова Конституція визначає Чорногорія як громадянську, демократичну і дружньою до довкілля країною з соціальною справедливістю, встановленими суверенними правами її уряду.

## Виконавча гілка
| Посада          | Ім'я            | Партія                                     | З                      |
| --------------- | --------------- | ------------------------------------------ | ---------------------- |
| Президент       | Мило Джуканович | Демократична партія соціалістів Чорногорії | 20 травня 2018 року    |
| Прем'єр-міністр | Душко Маркович  | Демократична партія соціалістів Чорногорії | 28 листопада 2016 року |

До складу уряду Чорногорії (чорн. Влада Республіки Црне Горе, чорн. Vlada Republike Crne Gore) входять прем'єр-міністр, віце-прем'єр-міністри, а також міністри. Душко Маркович — прем'єр-міністр Чорногорії та голова уряду. Правлячою коаліцією в Чорногорії є Коаліція за європейську Чорногорію, яку очолює Демократична партія соціалістів Чорногорії (ДПС) (чорн. Демократска Партија Социјалиста Црне Горе).

### Президент
Президент Чорногорії обирається строком на п'ять років шляхом прямого та таємного голосування. Президент:
- Представляє Чорногорію в країні і за кордоном
- Оприлюднює закони
- Закликає до парламентських виборів
- Пропонує парламенту кандидата на посаду прем'єр-міністра, а також для президента і суддів Конституційного суду
- Пропонує проведення референдуму
- Надає помилування
- Передає відзнаки та прикраси

### Уряд
Уряд Чорногорії призначається більшістю голосів Парламенту. Уряд:
- Формує та проводить зовнішню політику
- Приймає постанови та інші нормативні акти
- Впроваджує закони
- Укладає міжнародні договори
- Запроваджує організацію і режим роботи державної адміністрації
- Виконує інші обов'язки, передбачені Конституцією

### Прем'єр-міністр
Прем'єр-міністр Чорногорії керує роботою Уряду і подає до Парламенту Програму Уряду, включаючи список запропонованих міністрів. Відставка Прем'єр-міністра призводить до падіння уряду.

## Законодавча гілка
Парламент Чорногорії (чорн. Скупштина Црне Горе, Skupština Crne Gore) є законодавча влада Чорногорії. На сьогодні парламент має 81 членів, кожен з яких обирається на чотирирічний термін. Чорногорія має багатопартійну систему з численними політичними партіями, в яких жодна партія часто не має шансів на владу, і політичні партії повинні працювати один з одним, щоб сформувати коаліційний уряд.
Парламент приймає всі закони в Чорногорії, ратифікує міжнародні договори, призначає прем'єр-міністра, міністрів і суддів усіх судів, приймає бюджет і виконує інші обов'язки, встановлені Конституцією. Парламент може проголосувати за недовіру Уряду більшістю членів. Один депутат обирається на 6 тис. виборців, що в свою чергу призводить до скорочення загальної кількості депутатів в Асамблеї Чорногорії.

## Останні вибори

### Парламентські вибори в 2016 році
| Партії та блоки | Партії та блоки                                  | Голоса  | %     | Місця | +/–  |
| --------------- | ------------------------------------------------ | ------- | ----- | ----- | ---- |
|                 | Демократична партія соціалістів Чорногорії (ДПС) | 158,490 | 41.41 | 36    | +3   |
|                 | Демократичний фронт (ДФ)                         | 77,784  | 20.32 | 18    | –2   |
|                 | Ключ                                             | 42,295  | 11.05 | 9     | 0    |
|                 | Демократична Чорногорія (ДЧ)                     | 38,327  | 10.01 | 8     | Нова |
|                 | Соціал-демократична партія Чорногорії (СДП)      | 20,011  | 5.23  | 4     | –2   |
|                 | Соціал-демократи Чорногорії (СД)                 | 12,472  | 3.26  | 2     | Нова |
|                 | Боснянська партія (БП)                           | 12,089  | 3.16  | 2     | –1   |
|                 | Албанці рішуче (АР)                              | 3,394   | 0.89  | 0     | -1   |
|                 | Хорватськая громадянська ініциатива (ХГІ)        | 1,801   | 0.47  | 1     | 0    |
| Усього          | Усього                                           | 388,220 | 100   | 81    | 0    |
| Виборців/явка%  | Виборців/явка%                                   | 528,817 | 73.41 | –     | –    |
| Джерело: DIK    |                                                  |         |       |       |      |

### Президентські вибори в 2018 році
Мило Джуканочи, кандадиат Демократичної партії соціалістів (ДПС) виграв вибори у першому турі, набравши 53.9 % голосів. Незалежний опозиційний кандидат Младен Боянич прийшов другим з 33.4 % голосів, тоді як Драгинья Вуксанович (СДП) був третім з 8.2 %.
| Кандидат                                                   | Кандидат                  | Партія                                     | Голоси  | %     |
| ---------------------------------------------------------- | ------------------------- | ------------------------------------------ | ------- | ----- |
|                                                            | Мило Джуканович           | Демократична партія соціалістів Чорногорії | 180,274 | 53.90 |
|                                                            | Младен Боянич             | Незалежний                                 | 111,711 | 33.40 |
|                                                            | Драгинья Вуксанович       | Соціал-демократична партія Чорногорії      | 27,441  | 8.20  |
|                                                            | Марко Милачич             | Справжня Чорногорія                        | 9,405   | 2.81  |
|                                                            | Хазбія Калач              | Справедливість і примирення                | 2,677   | 0.80  |
|                                                            | Васильє Миличкович        | Незалежний                                 | 1,593   | 0.48  |
|                                                            | Добрило Дедеич            | Сербська коаліція                          | 1,363   | 0.41  |
| Invalid/blank votes                                        | Invalid/blank votes       | Invalid/blank votes                        | 5,998   | –     |
| Total                                                      | Total                     | Total                                      | 340,462 | 100   |
| Registered voters/turnout                                  | Registered voters/turnout | Registered voters/turnout                  | 532,599 | 63.92 |
| Source: DIK [Архівовано 21 червня 2018 у Wayback Machine.] |                           |                                            |         |       |

## Судова гілка
Чорногорія дотримується принципу поділу влади. Її судові, законодавчі і органи виконавчої влади незалежні один від одного. Судова влада є автономною та незалежною. Постанови судів повинні відповідати Конституції та законам Чорногорії. Призначення на посаду суддів є постійним.
Що стосується юридичної професії, важливо відзначити, що Чорногорія офіційно стала суверенною державою у 2006 році. Згідно з джерелом 2015 року, країна має близько 800 зареєстрованих адвокатів, а адвокатська асоціація існує понад століття. Хоча Асоціація адвокатів Чорногорії [Advokatska Komora Crne Gore] веде облік, немає жодних вказівок про те, як різні демографічні групи, такі як жінки, потрапили в правове поле.

## Адміністративний поділ
Чорногорія поділена на 21 общини.

## Символи
Новий офіційний прапор Чорногорії був прийнятий 12 липня 2004 року законодавчим органом Чорногорії. Новий прапор базується на особистих стандартах короля Нікола I Чорногорії. Цей прапор був червоним із золотою облямівкою, золотим гербом та ініціалами «НІ» кирилицею (відповідно латинсько. NI), що представляли короля Ніколу I. Ці ініціали виключені з сучасного прапора.
Національний день 13 липня відзначає дату 1878 року, коли Берлінський конгрес визнав Чорногорію 27-ю незалежною державою у світі та початок першого народного повстання в Європі проти країн Осі 13 липня 1941 в Чорногорії.
У 2004 році законодавча влада Чорногорії обрала популярну чорногорську народну пісню чорн. «Oj, svijetla majska zoro», як національний гімн. Офіційним гімном Чорногорії під час правління короля Ніколи був серб. «Убавој нам Црној Гори». Музику написав син короля Князь Мирко.